# Лук высочайший
Лук высочайший (лат. Allium altissimum) — многолетнее травянистое растение, вид рода Лук (Allium) семейства Луковые (Alliaceae).

## Распространение и экология
В природе ареал вида охватывает горные районы Туркменистана и Памиро-Алай. Эндемик.
Произрастает в ущельях.

## Ботаническое описание
Луковица шаровидная, диаметром около 3 см; оболочки бумагообразные, сероватые. Стебель высотой 80—150 см, с слабо выступающими жилками.
Листья в числе четырёх—шести, шириной 2—4 см, линейно-ланцетные, почти ремневидные, зеленые, по краю почти гладкие, значительно короче стебля.
Чехол в два раза короче зонтика, коротко заострённый. Зонтик шаровидный, многоцветковый, густой. Цветоножки неравные, центральные до полутора раз длиннее околоцветника, остальные в четыре—шесть раз, при основании без прицветников. Листочки звёздчатого околоцветника фиолетовые, с более тёмной жилкой, линейно-ланцетные, тупые, позднее вниз отогнутые, скрученные, длиной 6—7 (до 8) мм. Нити тычинок равны или немного короче листочков околоцветника, при основании с околоцветником сросшиеся, между собой спаянные, шиловидные; пыльники жёлтые. Завязь на короткой ножке, шероховатая.
Коробочка обратнояйцевидная, диаметром около 5 мм.

## Таксономия
Вид Лук высочайший входит в род Лук (Allium) семейства Луковые (Alliaceae) порядка Спаржецветные (Asparagales).
|  |                                      |  |                                                             |                                                             |                   |  | ещё 24 семейства (согласно Системе APG II) | ещё 24 семейства (согласно Системе APG II) |                     |  |  |  | ещё более 870 видов |
|  |                                      |  |                                                             |                                                             |                   |  | ещё 24 семейства (согласно Системе APG II) | ещё 24 семейства (согласно Системе APG II) |                     |  |  |  | ещё более 870 видов |
|  |                                      |  |                                                             | порядок Спаржецветные                                       |                   |  |                                            |                                            | род Лук             |  |  |  |                     |
|  |                                      |  |                                                             | порядок Спаржецветные                                       |                   |  |                                            |                                            | род Лук             |  |  |  |                     |
|  | отдел Цветковые, или Покрытосеменные |  |                                                             |                                                             | семейство Луковые |  |                                            |                                            | вид Лук высочайший  |  |  |  |                     |
|  | отдел Цветковые, или Покрытосеменные |  |                                                             |                                                             | семейство Луковые |  |                                            |                                            |                     |  |  |  |                     |
|  |                                      |  | ещё 44 порядка цветковых растений (согласно Системе APG II) | ещё 44 порядка цветковых растений (согласно Системе APG II) |                   |  |                                            | ещё около 300 родов                        | ещё около 300 родов |  |  |  |                     |
|  |                                      |  |                                                             | ещё 44 порядка цветковых растений (согласно Системе APG II) |                   |  |                                            |                                            | ещё около 300 родов |  |  |  |                     |